# Julianna Rose Mauriello
Julianna Rose Mauriello (Irvington, 26 mei 1991) is een Amerikaans actrice die in België en Nederland bekendheid verwierf als Stephanie in de eerste twee seizoenen (2004-2007) van LazyTown, dat op onder andere Nick Jr. en Ketnet wordt uitgezonden. Omdat LazyTown in IJsland is opgenomen, heeft ze daar enige tijd in Reykjavik gewoond, en leerde ze ook IJslands. Daarnaast speelde ze in verschillende musicals op Broadway.
Haar zus Alex Mauriello is ook actrice.